# Saint-Ouen-de-Mimbré
Saint-Ouen-de-Mimbré è un comune francese di 921 abitanti situato nel dipartimento della Sarthe nella regione dei Paesi della Loira.

## Società

### Evoluzione demografica
Abitanti censiti